# Liste der Naturdenkmale in Dreiheide

Wappen von Dreiheide

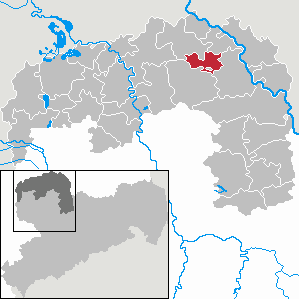
Lage von Dreiheide

In der Liste der Naturdenkmale in Dreiheide werden die Einzel-Naturdenkmale, Geotope und Flächennaturdenkmale in der nordsächsischen Gemeinde Dreiheide und ihren Ortsteilen Großwig, Süptitz und Weidenhain aufgeführt.
Bisher sind lt. Quellen 0 Einzel-Naturdenkmale, 0 Geotope und 1 Flächennaturdenkmale bekannt und hier aufgelistet.
Die Angaben der Liste basieren auf den Daten des Geoportal Sachsenatlas und des Geoportal Nordsachsen.

## Definition
„Gesetz über Naturschutz und Landschaftspflege (BNatSchG), § 28 Naturdenkmäler:
 Naturdenkmäler sind rechtsverbindlich festgesetzte Einzelschöpfungen der Natur oder entsprechende Flächen bis zu fünf Hektar, deren besonderer Schutz erforderlich ist
1. aus wissenschaftlichen, naturgeschichtlichen oder landeskundlichen Gründen oder
2. wegen ihrer Seltenheit, Eigenart oder Schönheit.“

„SächsNatSchG, § 18 Naturdenkmäler (zu § 28 BNatSchG):
1. Die Erklärung nach § 22 Abs. 1 BNatSchG von Teilen von Natur und Landschaft als Naturdenkmal erfolgt durch Rechtsverordnung oder Einzelanordnung.
2. Über § 28 Abs. 1 BNatSchG hinaus können Naturdenkmäler zur Sicherung von Lebensgemeinschaften oder Lebensstätten von im Bestand gefährdeten oder streng geschützten Arten festgesetzt werden.“

## Legende
- Bild: zeigt ein vorhandenes Foto des Naturdenkmals.
- ND/GEO/FND-Nr: zeigt die jeweilige Nr. des Objekts – ND (Einzel-)Naturdenkmal, GEO Geotop oder FND (Flächen-Naturdenkmal)
- Beschreibung: beschreibt das Objekt näher
- Koordinaten: zeigt die Lage auf der Karte
- Quelle: Link zur Referenzquelle

## (Einzel-)Naturdenkmale (ND)
Bisher sind keine Einzel-Naturdenkmale in der Gemeinde Dreiheide bekannt.

## Geotope
Bisher sind keine Geotope in der Gemeinde Dreiheide bekannt.

## Flächen-Naturdenkmale
| Bild           | FND-Nr.  | Ortsteil | Größe  | Beschreibung | Koordinaten                  | Quelle  |
| -------------- | -------- | -------- | ------ | --- | ---------------------------- | ------- |
| Weitere Bilder | tdo: 326 | Süptitz  | 2,74ha | Auwald „Laaske“ nordwestlich Süptitz am Bubendorfer Graben (Zufluss des Röhrgraben) nördlich des Lausker Berg, etwa 1 km westlich der Süptitzer Höhen, ist Teil des Landschaftsschutzgebiet „Dübener Heide“ | 51° 34′ 29″ N, 12° 53′ 55″ O | nso:240 |